# زامبسکی کوشچیلنه
زامبسکی کوشچیلنه (به لهستانی:  Zambski Kościelne) یک روستا در لهستان است که در گمینا اوبرته واقع شده‌است.